# Glyptophysa
Glyptophysa é um género de gastrópode  da família Planorbidae.
Este género contém as seguintes espécies:
- Glyptophysa petiti Crosse, 1872